# Torpor
Torpor je stav útlumu životních funkcí, ke kterému dochází u některých živočichů. Je jednou z adaptací, které umožňují živočichům překonávat nepříznivé životní podmínky. Definice torporu se v publikacích různí.
Je adaptací některých druhů ptáků (např. kolibříků) a savců, především malých druhů, např. vačnatců, hlodavců (plch velký) a netopýrů. Během torporu dochází k útlumu metabolismu a výraznému snížení tělesné teploty, což živočichům pomáhá šetřit energii a přečkat období chladu či období nedostatku potravy.
Torpor je stav regulované hypotermie trvající jen určitou část dne. Je doprovázen podstatnou redukcí hodnoty metabolismu, utlumením dýchání a srdeční činnosti. Snížena je i pohybová aktivita. Bývá vyvolán vnějšími vlivy prostředí, především okolní teplotou nebo nedostatečným množstvím vody a potravy. Pokud je vyvolán především vysokou okolní teplotou, klesá při něm tělesná teplota pod 30 °C. Tento klidový stav bývá živočichy využíván k vyrovnání se s chladným počasím. Během útlumu je jedinec schopen uspořit mnohem více energie než při aktivním způsobu života, což má velký význam pro udržení vyšší tělesné teploty.
„Typický průběh torporu má tři fáze – zahájení, dobu trvání a probouzení. Torpor je kontrolovaný fyziologický stav, nedochází tedy při něm k přerušení procesu
termoregulace.“